# Anna Bergendahl
Anna Henrietta Bergendahl (Stoccolma, 11 dicembre 1991) è una cantante svedese.
Salita alla ribalta con la partecipazione alla versione svedese di Idol nel 2008, dopo aver vinto il Melodifestival nel 2010 con il brano This Is My Life, ha rappresentato la Svezia all'Eurovision Song Contest 2010, classificandosi all'11º posto nella seconda semifinale, non qualificandosi per la finale dell'evento. Successivamente ha preso parte al Melodifestival nel 2019 e nel 2020, classificandosi rispettivamente al 10º e 3º posto.

## Biografia
Nata nel distretto di Hägersten, a Stoccolma, è cresciuta tra le città di Katrineholm e Nyköping ed è di origini irlandesi. All'età di 9 anni si esibì per la prima volta nella cattedrale di York con una cover del brano My Heart Will Go On di Céline Dion. Nel 2004 prese parte al programma Super Troupers, condotto da Charlotte Perrelli, con il brano Play That Funky Music.
Iniziò la sua carriera musicale nel 2008, partecipando alla quinta stagione di Idol dove raggiunse il quinto posto. Nel corso dello stesso anno firmò il suo primo contratto discografico con l'etichetta Lionhearth International.

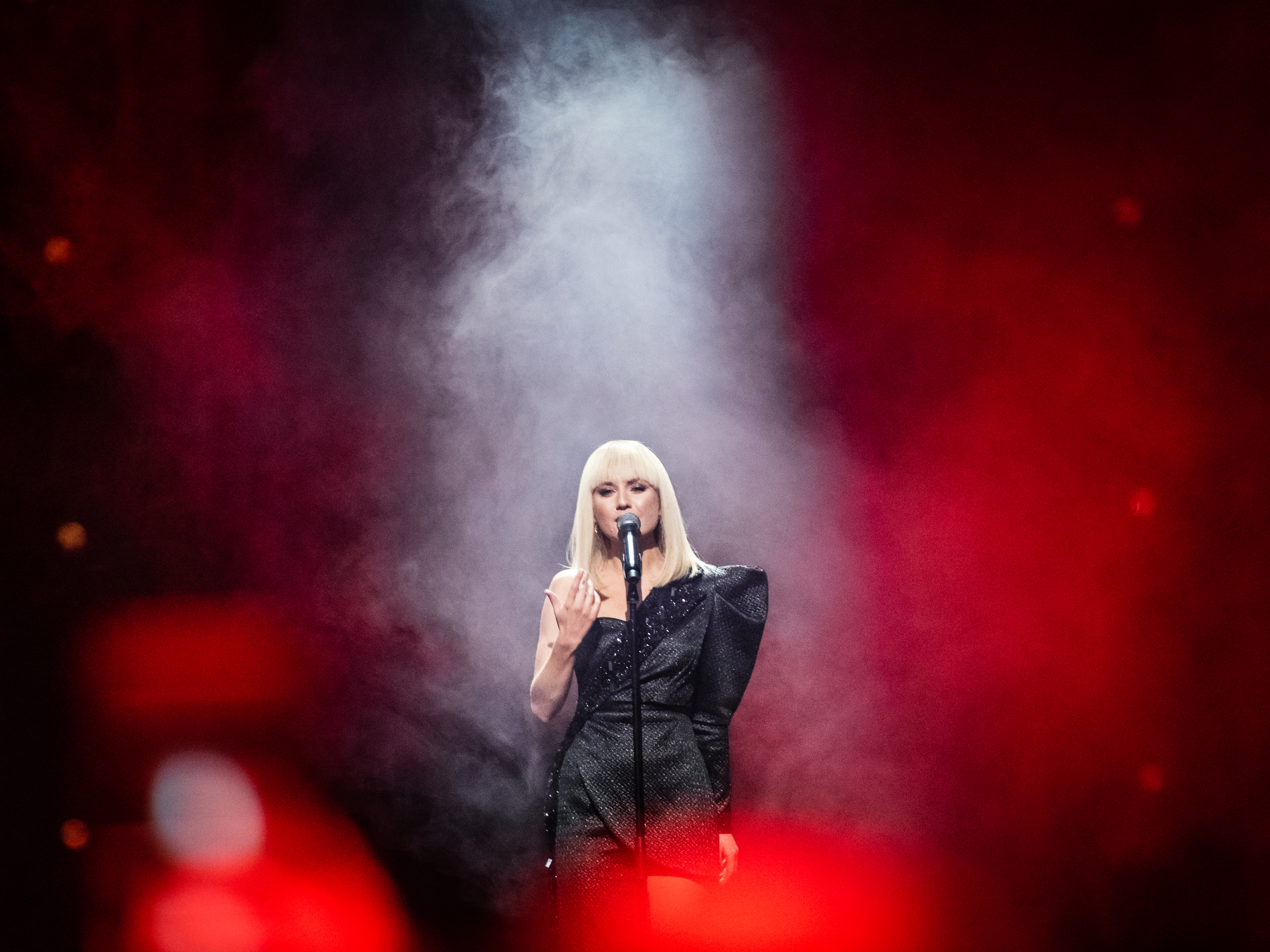
Anna Bergendahl al Melodifestival 2020

Successivamente Bobby Ljunggren e Kristian Lägerström le proposero di registrare This Is My Life per prendere parte al Melodifestival 2010. Con tale brano riuscì a vincere la competizione, ottenendo il diritto di rappresentare la Svezia all'Eurovision Song Contest 2010. Nonostante lo scarso risultato che non le permise di raggiungere la finale della competizione, classificandosi 11ª nella seconda semifinale, il singolo raggiunse discrete posizioni nelle classifiche di Svezia, dove si classificò primo nella Sverigetopplistan, e nella vicina Norvegia, dove raggiunse il sesto posto nella VG-lista.
Sempre nel 2010 pubblicò il suo album di debutto, Yours Sincerely, e prese parte a diversi programmi televisivi svedesi come Allsång på Skansen, Sommarkrysset e Lotta på Liseberg.
Nel 2019 prese nuovamente parte al Melodifestival con il brano Ashes to Ashes, ottenendo il 10º posto nella finale dell'evento, mentre nel 2020 riuscì a raggiungere il 3º posto con Kingdom Come, risultando tra i favoriti a vincere la competizione.

## Discografia

### Album
- 2010 – Yours Sincerely
- 2012 – Something to Believe In

### Album live
- 2015 – Live from Sandkvie Studio

### EP
- 2012 – Anna Bergendahl
- 2018 – We Were Never Meant to Be Heroes
- 2020 – Vera

### Singoli
- 2010 – This Is My Life
- 2010 – The Army
- 2012 – Live and Let Go
- 2013 – I Hate New York
- 2015 – Business
- 2015 – For You
- 2018 – Vice
- 2018 – Broken Melody
- 2018 – We Were Never Meant to Be Heroes
- 2018 – Raise the Vibe
- 2018 – Just Another Christmas
- 2019 – Ashes to Ashes
- 2019 – Home
- 2019 – Speak Love
- 2020 – Kingdom Come
- 2020 – Thelma and Louise
- 2020 – It Never Snows in California
- 2021 – Gain of Trust
- 2021 – Bottom of the Bottle (con Tyler Rich)
- 2021 – Christmas Day
- 2022 – Higher Power

#### Come artista ospite
- 2014 – For You (Broiler feat. Anna Bergendahl)